# Саманта Чевертон
Саманта Чевертон (англ. Samantha Cheverton, 11 серпня 1988) — канадська плавчиня.
Учасниця Олімпійських Ігор 2012 року.
Призерка Пантихоокеанського чемпіонату з плавання 2010, 2014 років.
Призерка Ігор Співдружності 2014 року.